# Vyšný Orlík
Vyšný Orlík (in ungherese Felsőodor) è un comune della Slovacchia facente parte del distretto di Svidník, nella regione di Prešov.